# Церковь Покрова Пресвятой Богородицы (Покров, городской округ Подольск)
Церковь Покрова Пресвятой Богородицы (Покровская церковь также Церковь Покрова Пресвятой Богородицы в Покрове-Ризницах) — церковь Русской православной церкви в селе Покров в Подольском районе (с 2015 года — городской округ Подольск) Московской области.

## История
Впервые храм в селе Покров упоминается в жалованной грамоте царя Иоанна IV: согласно этому документу, датированному 6 декабря 1559 года, Данилову монастырю были пожертвованы обширные территории, среди которых «…погост на реке на Похре в Дрождицах, а в нём церковь Покров Святой Богородицы…». В 1627 году о деревянном храме сообщается в писцовых книгах: «Древяна клетцки, а в церкви образы, и свечи, и книги, и на колоколнице колокола, и всякое церковное строение монастырское и приходных людей…». 22 января 1730 года по прошению игумена Данилова монастыря — Герасима, было разрешено построить в селе Покров-Разницы новый каменный храм вместо прежнего деревянного.
Только в декабре 1842 года местный священник Александр Успенский обратился к митрополиту Московскому и Коломенскому Филарету (Дроздову) за благословением на возведение нового храма. В этом же месяце был дан указ о возведении храма, проект которого был выполнен помощником архитектора Горским. Окончательно вопрос о строительстве из-за проблем, связанных с палатой государственных имуществ, был решен 18 июля 1845 года.
Для возведения храма в селе был построен кирпичный завод. Строительство церкви растянулось на более, чем четверть века. В 1847 году было окончено сооружение трапезной, имевшей два придела: во имя святого мученика Власия, епископа Севастийского, и святого Модеста, архиепископа Иерусалимского (южный) и святых Симеона Богоприимца и Анны Пророчицы (северный). Южный придел был освящен 3 июля 1849 года, северный — 10 ноября 1857 года. Постройка колокольни была полностью завершена в 1852 году. В 1856 году русский иконописец В. Н. Суслов занимался росписью интерьера и декором иконостаса. С 1862 года за возведением Покровского храма следил архитектор Д. А. Гущин. Окончательно храм был достроен в 1872 году и в этом же году освящён. Здание храма представляло собой большую однокупольную церковь в русско-византийском стиле с трапезной и высокой колокольней.
С 1894 года при церкви работала библиотека и имелась богадельня; в 1901 году открылись Покровское общество трезвости и церковноприходская школа. Пережив Октябрьскую революцию, церковь была закрыта в 1937 году. Здание храма использовали под мастерские и склад. После распада СССР, в 1992 году, храм вернули верующим. После больших реставрационных работ, 9 сентября 2001 года Покровский храм был освящён Патриархом Московским и всея Руси Алексием II.
Настоятелем храма в настоящее время является иерей Дионисий Олегович Коськин.